# Lost Horizon (joc video)
Lost Horizon este un joc video istoric de aventură point-and-click dezvoltat de Animation Arts și publicat de Deep Silver în 2010 pentru Microsoft Windows. La 8 octombrie 2013, Animation Arts a anunțat că o continuare pentru Lost Horizon este în curs de dezvoltare. Lost Horizon 2 a fost lansat la 2 octombrie 2015 și are loc la 20 de ani după evenimentele primului joc. 

## Intrigă
În 1936, pe Valea Khembalung din Tibet, un detașament de soldați britanici, trimis într-o expediție de către guvernul britanic pentru a realiza harta țării, intră într-o ambuscadă pusă la cale de soldații celui de-al treilea Reich la o mănăstire atunci când încearcă să-i ajute pe călugării de acolo. Richard Weston, fiul guvernatorului din Hong Kong și liderul expediției, își pierde majoritatea bărbaților în luptă, protejându-l pe călugărul șef, în timp ce îi conduce într-o cameră secretă. Thomas Finch este despărțit atât de Richard cât și de călugăr atunci când ușile camerei se închid. Înainte de a muri, călugărul îi înmânează lui Richard o cheie și îl instruiește ca să nu fie găsit. Richard descoperă că aceea cameră conține sculpturi și multe alte lucruri care nu sunt de origine asiatică. În ciuda a ceea ce vede, caută o cale de ieșire și folosește cheia pe un piedestal de piatră din cameră, creând un portal. Richard dispare cu cheia când trece prin ea, iar portalul se închide în urma sa. Câteva ore mai târziu, când germanii au terminat securizarea mănăstirii, șefa lor, Hanna von Hagenhild, o contesă germană și un om de știință din societatea Thule, ordonă ca sursa expedițiilor pentru hărțile regiunii din Hong Kong să fie eliminată împreună cu orice note, cu triade obișnuite să facă munca murdară, pentru a evita alte perturbări în munca lor. 
O săptămână mai târziu, la Hong Kong, Fenton Paddock, pilotul unui avion de marfă și fost pilot al armatei britanice, după ce a fost lăsat necinstit la vatră, după ce a scăpat de moarte din mâinile filialei Tong a Triadelor, după ce a intervenit în afacerile lor de contrabandă, este chemat la Lordul Weston, guvernatorul Hong Kong-ului. Fenton se angajează să analizeze dispariția lui Richard împreună cu restul echipei sale ca străin, întrucât guvernul britanic nu își permite să facă acest lucru fără a provoca un incident diplomatic cu China. Căutând hărți ale Tibetului de la fostul său angajat, Yen Wuang, împreună cu notele sale despre o expediție pe care a efectuat-o în zonă, Fenton o întâlnește pe nepoata sa, Kim, în timp ce le căuta, înainte de a fi obligat să o ia cu el când Tong îi urmărește după hărți și note. În timp ce se îndreaptă spre Tibet, Fenton îi explică lui Kim de ce a fost îndepărtat din armată și de ce se îndreaptă spre Tibet. Înainte de a ajunge într-un sat aflat pe ruta lor, un avion de luptă german i-a doborât. După ce-și revin din cădere, cei doi se uită la notele lui Yen pentru a găsi un loc sigur pentru a se odihni de frig, și află că a vizitat regiunea cu un explorator britanic, profesorul Arthur Hayes, în 1922, căutând o mănăstire presupusă a fi un simplu mit. Se decid să o găsească, dar observă un camion care circulă prin munți, apoi perechea descoperă o tabără germană în apropiere de mănăstire și îl salvează pe Thomas în tot acest timp. Când perechea se îndreaptă spre mănăstire și camera secretă din interiorul ei, Fenton și Kim află că Richard a dispărut printr-o poartă din interiorul ei și că pentru a intra ei înșiși, au nevoie de o a doua cheie care este ascunsă în altă parte a lumii. Cu toate acestea, Hagenhild îi prinde pe amândoi, cu intenția de a-l urmări pe Hayes care are un obiect care este necesar pentru a găsi a doua cheie pe o hartă specială în posesia lor. Fenton reușește să scape, dar o pierde pe Kim când încercă să o salveze, crezând că este moartă. 
În Marrakech, Maroc, Fenton încearcă să-l elibereze pe profesorul Hayes, când află că a fost arestat pentru probleme fiscale cu colonia franceză. După ce a muncit din greu pentru a strânge bani de cauțiune pentru a-l elibera, Hayes dezvăluie ce știe despre mănăstire și expediția sa. În conversație, el dezvăluie că mănăstirea ascunde legenda Shambala, care conține o putere imensă. După discuția lor, el decide să-i ofere lui Fenton artefactul din posesia sa, o piatră prețioasă verde în formă de ochi de dragon. Totuși, agenții celui de-al treilea Reich își fac apariția, ucigându-l pe Hayes și mărșăluiesc cu artefactul, forțându-l pe Fenton să-i urmeze înapoi la Berlin, unde au loc Jocurile Olimpice de vară din 1936. Având nevoie să intre într-un muzeu local, unde piesa a fost luată împreună cu harta de la care a aflat de la Hagenhild, Fenton intră pe stadionul olimpic și ajută un prieten la jocuri pentru a câștiga aur, în timp ce pozează și ca membru al presei. Infiltrându-se la nivelurile inferioare ale muzeului în timpul unei petreceri pentru câștigătorii olimpici, află că harta lui Piri Reis de care are nevoie pentru a afla locul celei de-a doua chei, este de fapt depozitată în castelul Wewelsburg din Germania. Paddock, care recuperează piatra prețioasă, ia un tren și se infiltrează în castel. După ce a găsit harta, el combină artefactul cu harta Piri Reis, aflând că a doua cheie se află în zona Gujarat din India. După ce are o problemă cu un tigru, el găsește cheia într-un vechi templu scufundat sub apă, împreună cu picturile murale care arată un bărbat în uniformă britanică, ajutând oamenii din templu, spre confuzia lui Fenton. 
Fenton se întoarce la Hong Kong pentru a cere sprijinul lui Weston pentru a-i opri pe germani, dar află că guvernatorul a făcut o înțelegere cu ei în schimbul siguranței fiului său. Fenton și cheia sunt readuse la mănăstire de către germani, unde este dezvăluit că Kim este încă în viață ca prizonieră. Forțați să deschidă poarta din cameră de către Hagenhild, Fenton, Kim, Hagenhild și restul soldaților germani dispar, Fenton separat de ei. Trezindu-se într-o cameră, el se întâlnește cu Richard, care apare ca o fantomă, dar dezvăluie că atât el, cât și Fenton se află în Shambala și că se află în trecut. Dându-și seama că Hangenhild caută această puterea a Shambalei, Fenton colaborează cu Richard pentru a asambla un talisman pentru a folosi puterea de sine pentru a-i opri. Creând un dragon din puterea gândurilor sale, Fenton îl îndrumă să atace soldații, în timp ce Kim, care se desface de legăturile ei, se luptă cu Hagenhild și o omoară. Odată scăpați de amenințare, Fenton și Kim îi promit lui Richard că-l vor informa pe tatăl său despre ce s-a întâmplat cu el, înainte de a se îmbrățișa împreună. 

## Primire
Lost Horizon a primit recenzii în general favorabile din partea criticilor. În ceea ce privește GameRankings, în prezent are un scor de 81,10% pe baza a 10 recenzii,  iar pe Metacritic de 77/100 pe baza a 24 de recenzii.  